# Tachinisca cyaneiventris
Tachinisca cyaneiventris är en tvåvingeart som beskrevs av Kertesz 1903. Tachinisca cyaneiventris ingår i släktet Tachinisca och familjen Tachiniscidae. Inga underarter finns listade i Catalogue of Life.